# Simmel (Kyll)
Die Simmel (auch Simmeler Bach genannt) ist ein orographisch rechter Zufluss der Kyll auf der Gemarkung der Gemeinde Dahlem im Kreis Euskirchen in Nordrhein-Westfalen. Der Bach entspringt im Baasemer Wald in der Nähe des Bärbelkreuzes südlich von Wolfert, einem Ortsteil der Gemeinde Hellenthal, jedoch bereits auf Dahlemer Gebiet. Sie verläuft zunächst in südöstlicher Richtung und schwenkt anschließend im Naturschutzgebiet Simmeler Bach in südlicher, später erneut in südöstlicher Richtung. Dort befinden sich naturnahe Buchenwälder, Reste von Erlenbruchwäldern sowie Nadelwald. Anschließend fließt von Westen zunächst ein unbenannter Zufluss, weiter südlich und dort ebenfalls südlich des Simmeler Hofs der Gunsebach zu. Kurz darauf fließt von Osten her der Rehbach zu, im Anschluss daran von Westen der Dörrsiefen. Von Osten entwässert der Böckersbach. Die Simmel fließt nun in südlicher Richtung bis zur Höhe des Dahlemer Ortsteils Baasem. Wenige Meter nördlich der Wohnbebauung fließt von Westen der Lohrbach, innerhalb der Wohnbebauung der Rörbach zu. In diesem Bereich des Mittel- und Unterlaufs ist der Fluss weitgehend begradigt. Anschließend verläuft sie bei Hammerhütte westlich der Bundesstraße 51 und entwässert schließlich auf einer Wiesenfläche in die Kyll.